# Praça do Parlamento

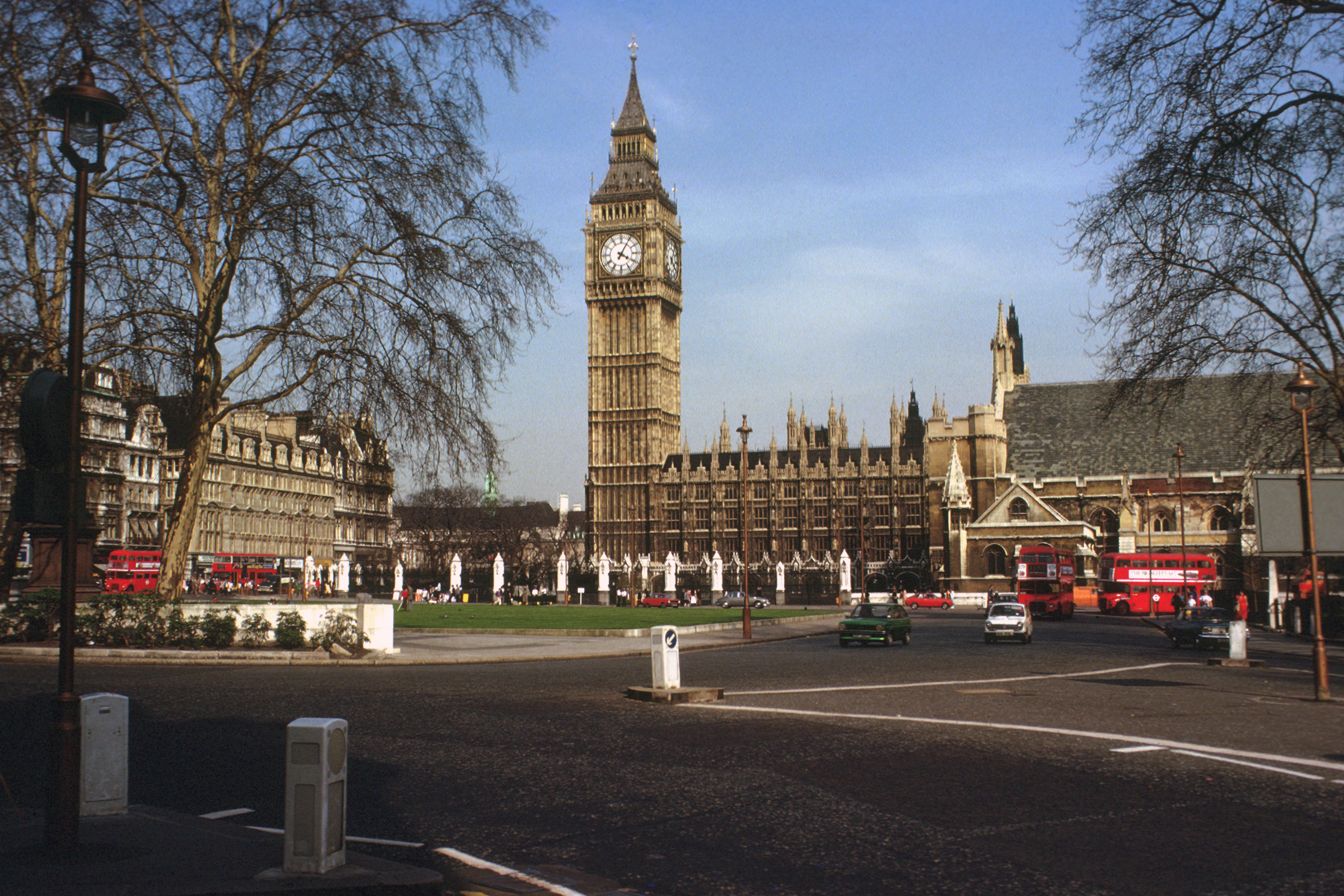
Praça do Parlamento em 1980

Praça do Parlamento é uma praça no extremo noroeste do Palácio de Westminster, na cidade de Westminster, no centro de Londres. Possui uma grande área verde aberta no centro, com árvores a oeste, e contém doze estátuas de estadistas e outros indivíduos notáveis.
Além de ser uma das principais atracções turísticas de Londres, é também o local onde muitas manifestações e protestos foram realizados. A praça é próxima de vários edifícios oficiais: legislatura a leste (nas Casas do Parlamento), escritórios executivos ao norte (em Whitehall), o judiciário a oeste (o Supremo Tribunal), e a igreja ao sul (a Abadia de Westminster).

## Estátuas
Onze estátuas de homens políticos conhecidos ornam a praça: Winston Churchill, Abraham Lincoln, Robert Peel, Benjamin Disraeli, George Canning, Lord Derby, Lord Palmerston, David Lloyd George, Jan Smuts, Nelson Mandela e Mahatma Gandhi. A sufragista Millicent Fawcett, cuja estátua foi inaugurada em maio de 2018, é a única representação feminina no local.
| Imagem | Título                        | Criador                    | Ano de fundação | Material       | Categoria no Commons                                    | Identificador de monumento |
| ------ | ----------------------------- | -------------------------- | --------------- | -------------- | ------------------------------------------------------- | -------------------------- |
|        | Estátua de Abraham Lincoln    | Augustus Saint-Gaudens     | 1920            | bronze         | Statue of Abraham Lincoln, Parliament Square, London    | gblo039                    |
|        | Estátua de Benjamin Disraeli  | Mario Raggi                | 1883            | bronze granito | Statue of Benjamin Disraeli, Parliament Square, London  | gblo043                    |
|        | Estátua de David Lloyd George | Glynn Williams             | 2007            | bronze         | Statue of David Lloyd George, Parliament Square, London | gblo047                    |
|        | Estátua de George Canning     | Richard Westmacott         | 1832            | bronze granito | Statue of George Canning, Parliament Square, London     | gblo040                    |
|        | Estátua de Jan Smuts          | Jacob Epstein              | 1956            | bronze granito | Statue of Jan Smuts, Parliament Square, London          | gblo046                    |
|        | Estátua de Lord Palmerston    | Thomas Woolner Henry Young | 1876            | bronze granito | Statue of Lord Palmerston, Parliament Square, London    | gblo045                    |
|        | Estátua de Mahatma Gandhi     | Philip Jackson             | 2015            | bronze         | Statue of Mahatma Gandhi, Parliament Square, London     |                            |
|        | Estátua de Millicent Fawcett  | Gillian Wearing            | 2018            | bronze         | Statue of Millicent Fawcett                             |                            |
|        | Estátua de Nelson Mandela     | Ian Walters                | 2007            |                | Statue of Nelson Mandela, Parliament Square, London     | gblo041                    |
|        | Estátua de Robert Peel        | Matthew Noble              | 1876            | bronze         | Statue of Robert Peel, Parliament Square, London        | gblo042                    |
|        | Estátua de Winston Churchill  | Ivor Roberts-Jones         | 1973            | bronze         | Statue of Winston Churchill, Parliament Square, London  | gblo048                    |
|        | Estátua do Conde de Derby     | Matthew Noble              | 1874            | bronze         | Statue of the Earl of Derby, Parliament Square, London  | gblo044                    |